# Ushtria Çlirimtare e Kosovës
L'Ushtria Çlirimtare e Kosovës (UÇK), nome albanese dell'Esercito di liberazione del Kosovo (ELK) e noto in inglese come Kosovo Liberation Army (KLA), è stata un'organizzazione paramilitare kosovaro-albanese, inserita nel 1998 nella lista ONU delle organizzazioni terroristiche, che ha operato in Kosovo e nella vicina vallata di Preševo (Preshevë) in albanese), nella parte meridionale della Serbia centrale, prima dello scoppio della guerra del Kosovo.
Un'organizzazione parallela, nota con la stessa sigla UÇK (Ushtria Çlirimtare Kombëtare, in italiano Esercito di liberazione nazionale), ha operato nella Repubblica di Macedonia tra la fine del 2000 e la primavera del 2001 durante i sanguinosi scontri che hanno coinvolto la minoranza albanese.

## Storia

### I primi fermenti
Nato nel 1992-1993 ma poco attivo fino al 1996, l'UÇK operò prevalentemente in Kosovo. A metà degli anni novanta vennero sferrati i primi attacchi armati da parte dell'UÇK contro la polizia e le istituzioni statali, cittadini di etnia serba e albanese accusati di "collaborazionismo". A capo dell'UÇK c'era il comandante Adem Jashari.

### La guerriglia

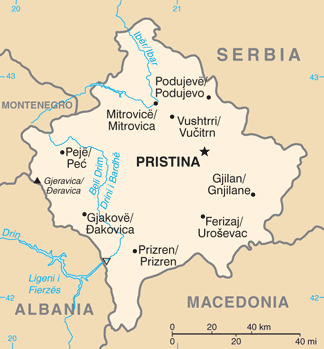
Mappa del Kosovo

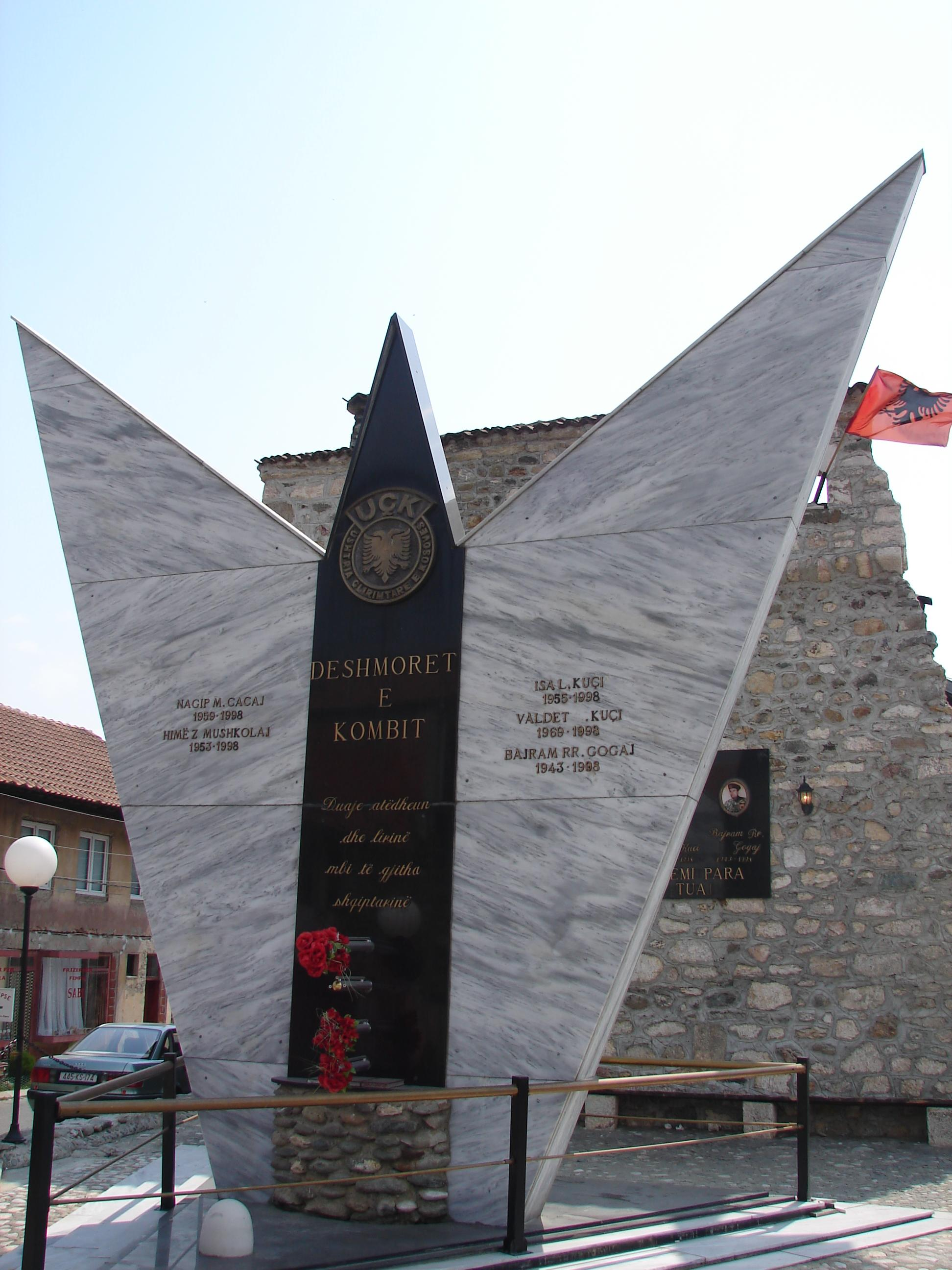
Monumento all'UÇK a Gjakova

Tra il 1997 e il 1999 gli attentati dell'UÇK e le repressioni serbe crebbero sempre più in regolarità e gravità, fino a quando scoppiò tra il movimento indipendentista e il governo centrale una vera e propria guerra. Militarmente inferiore all'esercito regolare, fondava la sua strategia sull'appoggio popolare, la conoscenza del territorio e sulle tecniche di guerriglia.

### La guerra del Kosovo e il periodo post-bellico
Nel 1999 scoppiò la guerra del Kosovo, tra l'UÇK e la Repubblica Federale Jugoslava guidata dal presidente Slobodan Milošević, ormai ridotta alle sole repubbliche di Serbia (comprese le due province autonome di Kosovo e Voivodina) e Montenegro. L'esercito serbo lanciò una massiccia offensiva contro l'organizzazione paramilitare, sostenuta dal blocco occidentale, dopo i falliti accordi di Rambouillet.
Sempre nel 1999, terminata la guerra, l'UÇK fu ufficialmente dissolto ma i suoi membri, nonostante gli accordi internazionali prevedessero il suo completo disarmo, andarono a costituire un nuovo gruppo armato smilitarizzato, denominato in inglese Kosovo Protection Corps (KPC).
Nel 2014 è stata annunciata l'acquisizione di prove largamente sufficienti a perseguire i vertici dell'organizzazione per gravi violazioni del diritto internazionale umanitario, tra cui crimini contro l'umanità e crimini di guerra.

## Aspetti controversi

### Terrorismo
Sin dai primi sanguinosi attacchi condotti dai guerriglieri dell'organizzazione, le autorità della Repubblica Federale di Jugoslavia e, successivamente, quelle della Serbia, hanno sempre considerato l'UÇK come un movimento terroristico.
L'UÇK è stato considerato sin dai primi attacchi da esso condotti negli anni novanta come un'organizzazione terroristica da parte delle organizzazioni internazionali di polizia e di numerosi Paesi del mondo, incominciando dalla Jugoslavia e dagli stessi Stati Uniti d'America. Il Dipartimento di Stato USA incluse l'UÇK tra i gruppi terroristici sino al 1998 e l'inviato speciale del presidente statunitense Bill Clinton per i Balcani, Robert Gelbard, descrisse nello stesso anno l'UÇK come "senza alcun dubbio un gruppo terroristico".
Nel 1998, in vista degli accordi di Rambouillet, che si tennero presso l'omonima località francese, per permettere la partecipazione alle trattative di esponenti politici del movimento, gli Stati Uniti, subito seguiti in tal senso dal Regno Unito, espunsero l'UÇK dalla propria lista di organizzazioni terroristiche. I due Paesi incominciarono al contempo un'intensa campagna volta a costringere la Francia, ospite delle trattative, a espungere a propria volta l'UÇK dalla propria lista di organizzazioni terroristiche. Gli Stati Uniti allacciarono quindi relazioni a livello diplomatico con l'UÇK.
La Francia, ospite designata dei colloqui, resistette alle pressioni anglo-americane volte alla rimozione dell'UÇK dalla propria lista di organizzazioni terroristiche sino alla fine del 1998. L'UÇK rimane incluso come organizzazione terroristica presso il MIPT e come organizzazione terroristica non attiva dal National Consortium for the Study of Terrorism and Responses to Terrorism del Homeland Security..
L'UÇK si è assunto la responsabilità dell'omicidio di cittadini kosovari di etnia albanese considerati come "collaborazionisti" delle autorità statali jugoslave quando il Kosovo era a tutti gli effetti e legittimamente una provincia jugoslava. Diversi leader dell'UÇK, tra i quali Hashim Thaçi, sono stati inoltre accusati di aver intrapreso scalate al potere nell'ambito dell'organizzazione e della politica kosovara attraverso l'omicidio di potenziali rivali.
Numerosi sono inoltre i casi di distruzione e danneggiamento dei monumenti serbi e dei luoghi sacri ortodossi di cui si sono resi responsabili, sia durante sia dopo la guerra, i miliziani dell'UÇK (insieme con parte della stessa popolazione kosovaro-albanese).
In un'intervista concessa nel 1999 al quotidiano britannico Sunday Times, il capo dei servizi segreti albanesi, Fatos Klosi, rivelò che l'UÇK godeva di una rete di appoggio organizzata in Albania dal noto terrorista Osama bin Laden. Forti sospetti circa legami tra l'UÇK e al-Qāʿida e altre organizzazioni terroristiche islamiche sono riemersi anche in seguito e successivamente agli attentati dell'11 settembre 2001.

### Accuse di traffico d'organi a danno di civili serbi
Durante l'estate del 1999, approfittando della ritirata delle forze serbe dal Kosovo sotto la pressione dei bombardamenti della NATO, i serbi del Kosovo sono stati sottoposti a vaste e indiscriminate violenze e sarebbero stati vittime di traffico d'organi umani. Secondo il magistrato Carla Del Ponte, procuratrice capo del Tribunale penale internazionale per l'ex-Jugoslavia dal 1999 al 2007, civili serbi, inclusi donne e bambini, sono stati rapiti dall'UÇK e sarebbero stati in seguito trasferiti a Burrel, in Albania, dove sarebbero stati tenuti prigionieri in attesa del prelievo dei propri organi diretti a cliniche turche specializzate in trapianti; alcuni sarebbero stati sottoposti a diversi prelievi successivi prima di essere definitivamente uccisi e fatti sparire.
Nel maggio del 2008, Human Rights Watch (HRW) ha chiesto ufficialmente ai governi kosovaro e albanese di aprire delle «inchieste indipendenti e trasparenti al fine di stabilire la sorte di circa 400 serbi scomparsi misteriosamente a seguito della guerra del 1999 che opponeva l'UCK, con il potente e decisivo sostegno aereo NATO, a Belgrado.
Qualche esponente delle autorità serbe ha successivamente manifestato alcuni dubbi. "Io continuo a credere che è successo qualcosa lì," ha esternato una fonte di Belgrado, vicina al tribunale per crimini di guerra "ma nulla sulla scala di ciò che è stato suggerito... e forse nemmeno collegato all'UCK".
La fine delle indagini sul presunto traffico di organi lascerebbe agli investigatori dei crimini di guerra ancora molto da fare. Una fossa comune è stata trovata vicino alla città serba di Raska; tre camion carichi di corpi – circa 250 in totale, forse albanesi uccisi dalle forze jugoslave in Kosovo – sono stati traslati lì ai primi di giugno del 1999. La terra rossa che ricopriva i cadaveri, secondo presunti testimoni oculari, farebbe pensare che gli stessi fossero stati inizialmente sepolti nella valle di Drenica del Kosovo, per poi essere trasferiti con lo scopo di distruggere le prove.
Nel giugno 2008, il Consiglio d'Europa ha aperto un'inchiesta su un traffico d'organi in Kosovo, incaricandone il politico svizzero Dick Marty. In base alla relazione di Marty, il 25 gennaio 2011 l'Assemblea Parlamentare di Strasburgo ha adottato una risoluzione, con una maggioranza di 166 voti contro 8. La risoluzione si appella alla comunità internazionale e ai governi di Belgrado, Priština, e Tirana, perché si "prendano provvedimenti" per mettere in luce tali crimini.

### Traffico di droga e legami con le mafie
Sin dall'inizio del conflitto con la Jugoslavia di Tito, all'inizio degli anni ottanta del secolo scorso, i movimenti albanesi sono stati finanziati anche grazie al traffico di eroina proveniente dalla Turchia. Nel 1998, in Italia è stato chiaramente stabilito dalla giustizia che l'UÇK aveva legami con la mafia albanese, pesantemente implicata nei traffici di droga, armi, prostituzione e riduzione in schiavitù e immigrazione clandestina. Oltre 100 kg d'eroina e numerose armi sono stati sequestrati dalla magistratura di Milano. Il BIS (servizio segreto della Repubblica Ceca) e l'Interpol segnalavano al contempo che l'UÇK avrebbe fatto del Kosovo uno stato mafioso legato alle mafie italiane e segnatamente alla Camorra e alla Sacra corona unita. Ancora il 4 marzo 1999, il quotidiano tedesco Berliner Zeitung, citando proprie fonti riservate presso i servizi segreti occidentali e l'Europol, affermava che circa la metà dei fondi dei quali si avvaleva l'UÇK all'epoca (pari a circa 900 milioni di marchi) fosse proveniente dal traffico di stupefacenti, essendo l'altra metà raccolta in buona parte da donazioni di albanesi residenti all'estero o in Albania.
Un'inchiesta coordinata da Dick Marty per il Consiglio d'Europa e svoltasi tra il 2008 e il 2010 ha identificato nel primo ministro kosovaro Hashim Thaçi la testa pensante di una rete di traffico internazionale di armi, droga e organi umani. L'attività criminale avrebbe avuto inizio nel 1999 e sarebbe direttamente legata alle precedenti attività dell'UÇK. Secondo Marty, la comunità internazionale ha deciso di chiudere un occhio sui crimini dell'organizzazione paramilitare, mentre numerosi rapporti confidenziali da lui esaminati indicherebbero Thaçi e uomini del suo entourage come figure chiave dei traffici illeciti. L'inchiesta di Marty ha avuto inizio dopo che Carla Del Ponte, ex procuratore capo del Tribunale penale internazionale per l'ex-Jugoslavia, ha dichiarato di aver ricevuto pressioni perché non perseguisse alcuni tra i maggiori ufficiali dell'UÇK. Il governo kosovaro ha contestato i risultati del rapporto Marty, sostenendo che risponderebbe all'intento di screditare la figura di Thaçi e indebolire il suo esecutivo.

## Il tribunale speciale dell'Aia

### L'istituzione e l'avvio a rilento
Nel 2015 il parlamento kosovaro approva l'istituzione di un tribunale speciale, con sede all'Aia, per giudicare i crimini di guerra contestati agli ex membri dell'organizzazione. Nel 2016 il consiglio dell'Unione europea stanzia a bilancio un importo di 29 milioni di euro per le sezioni specializzate del tribunale speciale, a cui seguì la nomina del procuratore capo del tribunale, prevedendo la piena operatività dello stesso entro l'inizio del 2017 ma, in ogni caso, non prima della ratifica da parte olandese dell'accordo istitutivo. Tra i primi indagati del tribunale ci sarebbe, tra gli altri, il presidente kosovaro Hashim Thaçi. Nel mese di febbraio del 2017 sono stati nominati i diciannove giudici dell'organismo; il tribunale speciale è ufficialmente operativo dal 5 luglio 2017. Entro il mese di dicembre del 2017 lo stesso tribunale avrebbe dovuto annunciare le prime imputazioni.
Il 15 settembre 2021 ha preso ufficialmente il via il primo processo del tribunale: imputato l'ex comandante Salih Mustafa, accusato di aver "brutalizzato e torturato", insieme ai suoi sottoposti, persone di etnia albanese tacciate di collaborazionismo con le autorità serbe.
Il 18 maggio 2022 il tribunale speciale ha espresso la sua prima sentenza, condannando due veterani dell'organizzazione armata (Hysni Gucati e Nasim Haradinaj) a quattro anni e mezzo di carcere per aver ostacolato l'azione penale dello stesso tribunale violando il segreto istruttorio e minacciando possibili testimoni, mentre il successivo 16 dicembre ha pronunciato la sua prima condanna per crimini di guerra, infliggendo a Salih Mustafa ventisei anni di reclusione per detenzione arbitraria, tortura e omicidio.

### Il processo a Thaçi
Il 24 giugno 2020 Thaçi e altri nove ex combattenti dell'UÇK (tra cui Kadri Veseli, capo del Partito Democratico del Kosovo) sono stati ufficialmente incriminati dal tribunale speciale con accuse di responsabilità in merito a centinaia di omicidi, rapimenti, persecuzioni e torture. Il successivo 5 novembre, in seguito alla conferma delle accuse da parte del giudice istruttore, Thaçi si dimette da presidente kosovaro e, in stato di arresto, viene trasferito all'Aia per il processo.
Il 3 aprile 2023 è incominciato il dibattimento con la lettura dei dieci capi d'imputazione e la dichiarazione di non colpevolezza da parte dell'imputato.